# 阿蒂卡 (印第安納州)
阿蒂卡（英語：Attica）是一個位於美國印地安納州方廷縣的城市。

## 人口
根據2010年美國人口普查的數據，阿蒂卡的面積為4.18平方千米，當中陸地面積為4.18平方千米，而水域面積為0.00平方千米。當地共有人口3245人，而人口密度為每平方千米776.32人。